# ريو نيموتو
ريو نيموتو (باليابانية: 根本凌) هو لاعب كرة قدم ياباني، ولد في 3 فبراير 2000 في تشيغاساكي في اليابان.

## وصلات خارجية
- ريو نيموتو على موقع رابطة كرة القدم اليابانية للمحترفين (اليابانية)
- ريو نيموتو على موقع قاعدة بيانات كرة القدم.إي يو (الإنجليزية)
- ريو نيموتو على موقع Soccerway.com (الإنجليزية)
- ريو نيموتو على موقع عالم كرة القدم.نت (الإنجليزية)